# Практична магія (фільм)
«Практична магія» (англ. Practical Magic) — американський фентезійний мелодраматичний фільм 1998 року, заснований на однойменному романі Еліс Гофман 1995 року. Режисером фільму став Гріффін Данн, а головні ролі зіграли Сандра Буллок, Ніколь Кідман, Стокард Ченнінґ, Даян Віст, Ейдан Квінн і Горан Вишнич.
Буллок і Кідман грають сестер Саллі та Джилліан Овенс, які походять з довгої лінії відьом. Виховані тітками після смерті батьків, сестри поступово навчилися використовувати практичну магію. Проте жінки роду Оуенс страждають на родове прокляття: всі їхні улюблені чоловіки гинуть, внаслідок чого вони приречені на самотність.
Фільм отримав загалом негативні відгуки після виходу та став касовим провалом, але набув культового статусу.

## Сюжет
Сестри Саллі і Джилліан Оуенс належать до чаклунського роду. У них по роду передається не тільки здатність варити чарівне зілля, але й любовне прокляття — обрані ними чоловіки передчасно помирають. У дитинстві Саллі заприсяглася, що не закохається, щоб не накликати біду на чоловіків. Для цього вона загадала бажання, що закохається в чоловіка, який буде їхати верхи на білому коні задом наперед, у нього буде здатність пекти млинці у формі кактуса, і очі у нього будуть різнокольорові. Чи то на щастя, чи то на біду, але вона зустріне такого чоловіка, і прокляття з неї буде знято.

## У ролях
- Сандра Буллок — Саллі Оуенс
  - Камілла Белль — 11-річна Саллі
- Ніколь Кідман — Джилліан Оуенс
  - Лінда Беннетт — 10-річна Джилліан
- Горан Вішніч — Джиммі Ангелов
- Стокард Ченнінг — тітка Френсіс Оуенс
- Даян Віст — тітка Бріджет «Джет» Оуенс
- Ейдан Квінн — Гарі Галлет
- Еван Рейчел Вуд — Кайлі Оуенс
- Капріс Бенедетті — Марія Оуенс
- Олександра Артріп — Антонія Оуенс
- Марго Мартіндейл — Лінда Беннетт
- Марк Фоєрстін — Майкл